# Pleasant Island (ö i Falklandsöarna)
Pleasant Island är en ö i territoriet Falklandsöarna (Storbritannien). Den ligger i den östra delen av landet, 27 km väster om huvudstaden Stanley. Arean är 2,1 kvadratkilometer.
Terrängen på Pleasant Island är mycket platt. Öns högsta punkt är 15 meter över havet. Den sträcker sig 0,8 kilometer i nord-sydlig riktning, och 3,6 kilometer i öst-västlig riktning.